# Пелиховская, Светлана Анатольевна
Пелиховская Светлана Анатольевна (род. 20 июня 1948, СССР) — советская и российская актриса театра и кино. Заслуженная артистка Российской Федерации (1998).

## Биография
Родилась 20 июня 1948 года. Школу окончила в Киеве.
С 1971 года работала в Одесском русском драматическом театре, считалась одной из самых ярких премьерш одесских театров, снималась в кино. После триумфальной постановки Матвеем Ошеровским пьесы Островского «Бесприданница» была приглашена в Москву, в Новый драматический театр. С 1975 года актриса Нового драматического театра-студии (Москва).

Борис Львов-Анохин, главный режиссёр театра-студии в 1989—2000 гг.:
Пелиховская обладает секретом редкой сценической элегантности, изящной и умной театральной эффектности…

## Творчество

### Роли в театре
- «Бесприданница» А. Н. Островского — Лариса Дмитриевна Огудалова
- «Унтиловск» Леонида Леонова — Раиса Сергеевна
- «Чайка» А. П. Чехова — Нина Заречная
- «Бешеные Деньги» А. Н. Островского — Лидия
- «А Зори здесь тихие…» Б. Л. Васильава — Женя Комелькова
- «Царь Фёдор Иоаннович» А. К. Толстого — княжна Мстиславская, царица Ирина
- «Тогда в Севилье» С. И. Алёшина — Дон Жуан
- «Старый Дом» А. Н. Казанцева — Юлия Михайловна
- «Орлёнок» Э. Ростана — графиня Камерата
- «Опасные Связи» Ш. Д. Лакло — маркиза де Мертей
- «Письма Асперна» М. Редгрейва — миссис Преет

### Роли в кино
| Год  |   | Название                 | Роль                         |
| ---- | - | ------------------------ | ---------------------------- |
| 1971 | ф | Лада из страны берендеев | Лада                         |
| 1973 | ф | Таланты и поклонники     | Александра Николаевна Негина |
| 1985 | ф | Берега в тумане…         | Ольга Михайловна Врангель    |